# Нгујен Ху Ким Сон
Нгујен Ху Ким Сон (Хо Ши Мин, 15. март 2002) вијетнамски је пливач чија специјалност су трке слободним стилом.

## Спортска каријера
Нгујен је дебитовао на међународној пливачкој сцени на светском првенству у Будимпешти 2017, где се такмичио у квалификационим тркама на 400 и 1.500 метара слободним стилом (обе трке је завршио на 30. месту). Годину дана касније на Азијским играма у Џакарти остварује неколико запаженијих резултата пливајући у финалима трка на 400 слободно и 400 мешовито, те као члан вијетнамске штафете на 4×200 слободно.
Такмичио се и на светском првенству у малим базенима у кинеском Хангџоуу 2018. (22. место на 400 слободно) и на првенству у великим базенима у корејском Квангџуу 2019. (33. место на 400 слободно).
На светском јуниорском првенству у Будимпешти 2019. заузео је високо 13. место у конкуренцији 45 пливача, у трци на 1.500 метара слободним стилом.